# Parker Lewis
Parker Lewis (Parker Lewis Can't Lose per le prime due stagioni e Parker Lewis per la terza) è una serie televisiva statunitense in 73 episodi trasmessi per la prima volta nel corso di tre stagioni dal 1990 al 1993.
La serie descrive le tribolazioni dello scanzonato protagonista Parker Lewis, uno studente della Santo Domingo High School, per cui nulla è impossibile.

## Personaggi
- Parker Lloyd Lewis (73 episodi, 1990-1993), interpretato da	Corin Nemec.
- Mikey Randall (73 episodi, 1990-1993), interpretato da	Billy Jayne.
- Jerry Steiner (73 episodi, 1990-1993), interpretato da	Troy W. Slaten.
- Principal Grace Musso (71 episodi, 1990-1993), interpretata da	Melanie Chartoff.
- Shelly Lewis (67 episodi, 1990-1993), interpretata da	Maia Brewton.
- Larry Kubiac (62 episodi, 1990-1993), interpretato da	Abraham Benrubi.
- Frank Lemmer (45 episodi, 1990-1992), interpretato da	Taj Johnson.
- Studente (33 episodi, 1990-1992), interpretato da	Suzy Broad.
- Mr. Martin Lewis (31 episodi, 1990-1993), interpretato da	Timothy Stack.
- Annie Sloan (26 episodi, 1991-1993), interpretata da	Jennifer Guthrie.
- Nick Comstock (16 episodi, 1991-1993), interpretato da	Paul Johansson.
- Mrs. Lewis (16 episodi, 1990-1993), interpretata da	Mary Ellen Trainor.
- Coach Hank Kohler (15 episodi, 1992-1993), interpretato da	John Pinette.
- Delinquente (14 episodi, 1990), interpretato da	Robert M. Bouffard.
- Badge (12 episodi, 1990-1992), interpretato da	B.J. Barie.
- Mrs. Lewis (10 episodi, 1990-1991), interpretata da	Anne Bloom.
- Studente (9 episodi, 1990-1991), interpretato da	Robby George.
- Brad Penny (9 episodi, 1992-1993), interpretato da	Harold Pruett.
- Mr. Loopman (7 episodi, 1990-1992), interpretato da	Robert Greenberg.
- Conrad Fleck (7 episodi, 1990-1991), interpretato da	Larry Spinak.
- dottor Pankow (6 episodi, 1990-1991), interpretato da	Gerrit Graham.
- Jury Foreman (3 episodi, 1990-1992), interpretato da	Robert Cavanaugh.
- Cheerleader (3 episodi, 1990-1991), interpretato da	Tiffanie Poston.
- dottor Brendan Carroll (3 episodi, 1991-1992), interpretato da	Mark J. Goodman.

## Produzione
La serie, ideata da Clyde Phillips e Lon Diamante, fu prodotta da Columbia Pictures Television e Clyde Phillips Productions e girata nell'Alexander Hamilton High School e nella El Camino Real High School a Los Angeles in California. Le musiche furono composte da Dennis McCarthy. Tra le guest-star compaiono anche nel ventiduesimo episodio della seconda stagione alcuni degli attori protagonisti della serie Beverly Hills 90210: Gabrielle Carteris, Shannen Doherty, Jennie Garth, Jason Priestley, Brian Austin Green, Ian Ziering e Tori Spelling.

### Registi
Tra i registi della serie sono accreditati:
- Bryan Spicer (21 episodi, 1990-1992)
- Rob Bowman (12 episodi, 1991-1993)
- Larry Shaw (12 episodi, 1992-1993)
- Max Tash (8 episodi, 1990-1991)
- Mike Finney (7 episodi, 1992-1993)
- Andy Tennant (5 episodi, 1990-1991)
- Jeff Melman (2 episodi, 1990-1991)
- Mark Jean (2 episodi, 1991)

## Distribuzione
La serie fu trasmessa negli Stati Uniti dal 1990 al 1993 sulla rete televisiva Fox. In Italia è stata trasmessa dal 1º gennaio 1996 su TMC con il titolo Parker Lewis.
Alcune delle uscite internazionali sono state:
- negli Stati Uniti il 2 settembre 1990 (Parker Lewis Can't Lose)
- in Canada il 2 settembre 1990
- in Francia il 11 maggio 1992 (Parker Lewis ne perd jamais)
- in Spagna (L'imperdible Parker Lewis o Parker Lewis nunca pierde)
- in Germania Ovest (Parker Lewis - Der Coole von der Schule)
- in Ungheria (Parker Lewis sohasem veszít)
- in Italia (Parker Lewis)

## Episodi
| Stagione         | Episodi | Prima TV USA | Prima TV Italia |
| ---------------- | ------- | ------------ | --------------- |
| Prima stagione   | 26      | 1990-1991    | 1996            |
| Seconda stagione | 25      | 1991-1992    | 1996            |
| Terza stagione   | 22      | 1992-1993    | 1996            |